# Oddworld (álbum)
Oddworld es el cuarto álbum de estudio de la banda australiana de nu metal Ocean Grove. Fue lanzado el 22 de noviembre de 2024 a través de SharpTone Records.

## Antecedentes y grabación
Para el álbum, la banda decidió reunir a todos sus miembros en una misma sala para componer nuevas canciones juntos. Entre ellos se encontraban el excantante Luke Holmes y el guitarrista Matthew Kopp. Los cinco músicos alquilaron una granja remota en el estado australiano de Victoria. Según el cantante Dale Tanner, fue como volver a los inicios de la banda. Los músicos eran adolescentes de nuevo y, por lo tanto, "inyectaron la esencia del ambiente al álbum".
Oddworld fue producido nuevamente por el baterista Sam Bassal, quien también se encargó de la mezcla y masterización. La banda Adult Art Club aparece como músico invitado en la canción "OTP". Se lanzaron videoclips de las canciones "Fly Away", "My Disaster", "Raindrop", "Last Dance" y "So What 1999". En mayo de 2024, la banda anunció que había firmado un contrato mundial con SharpTone Records. Sin embargo, en Australia y Nueva Zelanda, el álbum se lanzó con el sello propio de la banda, Oddworld Records.
El productor Sam Bassal ha declarado que varios aspectos del álbum se inspiraron en grandes artistas de la década del 2000, como N.E.R.D y Justin Timberlake.

## Lista de canciones
| Oddworld track listing |                                          |          |  |
| N.º                    | Título                                   | Duración |  |
| 1.                     | «OG Forever»                             | 0:51     |  |
| 2.                     | «Cell Division»                          | 2:50     |  |
| 3.                     | «Fly Away»                               | 2:41     |  |
| 4.                     | «Stunner»                                | 3:14     |  |
| 5.                     | «Raindrop»                               | 2:50     |  |
| 6.                     | «No Offence Detected»                    | 0:49     |  |
| 7.                     | «My Disaster»                            | 2:41     |  |
| 8.                     | «Last Dance»                             | 3:33     |  |
| 9.                     | «SoWhat1999»                             | 3:00     |  |
| 10.                    | «OTP» (con New Babylon y Adult Art Club) | 2:37     |  |

## Posicionamiento en lista
| Lista (2024)             | Posición |
| ------------------------ | -------- |
| Australian Albums (ARIA) | 90       |

## Personal
Ocean Grove
- Luke Holmes – voz principal
- Dale Tanner – voz principal
- Twiggy Hunter – bajo, voz
- Sam Bassal – batería, guitarra, producción, ingeniería, masterización, mezcla
- Matthew Kopp (también conocido como Running Touch) – samples, teclados, voz, producción, ingeniería, masterización, mezcla